# Posse de William Henry Harrison
A Posse de William Henry Harrison aconteceu no dia 4 de março de 1841, marcando o início de seu único mandato como o 9º presidente dos Estados Unidos e o de John Tyler como o vice-presidente.

## Detalhes
A posse de William Henry Harrison
marcou várias novidades: ele foi o primeiro presidente-eleito a chegar em Washington, D.C. de trem, e pela primeira vez na história do país um comitê de posse formado por cidadãos foi criado para plenajar o baile inaugural.
O dia da posse estava nublado, com ventos frios e uma temperatura estimada de 8,8°C. Harrison escolheu não usar um sobretudo, chapéu e luvas para a cerimônia. O juramento presidencial foi administrado pelo Chefe de Justiça Roger B. Taney no Pórtico Leste do Capitólio dos Estados Unidos. Logo em seguida o presidente proferiu o maior discurso de posse da história, contendo 8 445 palavras. Harrison escreveu ele mesmo o discurso, apesar de ter sido editado pelo Secretário de Estado Daniel Webster. No processo, Webster posteriormente afirmou que ao reduzir o texto ele "[matou] dezessete proconsules romanos".
À tarde e noite, Harrison participou de três bailes inaugurais. Em 26 de março, o presidente pegou um resfriado. De acordo com o equívoco médico predominante da época, acreditou-se que a doença foi causada pelo mal tempo no dia da posse; entretanto, a doença não apareceu até três semanas depois do evento. Harrison morreu no dia 4 de abril de 1841, tendo o menor mandato da história dos EUA (32 dias).